# Campagne des îles Mariannes et Palaos
 (novembre 2020).
Si vous disposez d'ouvrages ou d'articles de référence ou si vous connaissez des sites web de qualité traitant du thème abordé ici, merci de compléter l'article en donnant les références utiles à sa vérifiabilité et en les liant à la section « Notes et références ».
Campagnes du Pacifique
Batailles
Campagne des îles Mariannes et Palaos
- Saipan
- Mer des Philippines
- Guam (1944)
- Tinian
- Peleliu
- Angaur

Japon :
- Raid de Doolittle
- Bombardements stratégiques sur le Japon (Tokyo
- Yokosuka
- Kure
- Hiroshima et Nagasaki)
- Raids aériens japonais des îles Mariannes
- Campagne des archipels Ogasawara et Ryūkyū
- Opération Famine
- Bombardements navals alliés sur le Japon
- Baie de Sagami
- Invasion de Sakhaline
- Invasion des îles Kouriles
- Opération Downfall
- Reddition du Japon

Pacifique central :
- Pearl Harbor
- Guam (1941)
- Wake
- Raid sur les îles Gilbert et Marshall
- Opération K
- Midway
- Opération RY
- Campagne des îles Gilbert et Marshall
- Campagne des îles Mariannes et Palaos
- Campagne des archipels Ogasawara et Ryūkyū
- Opération Inmate

Pacifique du sud-ouest :
- Nauru
- Invasion des Philippines (1941-42)
- Invasion des Indes orientales néerlandaises
- Opérations de l'Axe dans les eaux australiennes
- Raids aériens japonais sur l'Australie (1942-43)
- Opération Ke
- Campagne des îles Salomon
- Campagne de Nouvelle-Guinée
- Campagne des Philippines
- Campagne de Bornéo (1945)

Asie du sud-est :
- Invasion de l'Indochine (1940)
- Océan Indien (1940-45)
- Guerre franco-thaïlandaise
- Invasion de la Thaïlande
- Campagne de Malaisie
- Hong Kong
- Singapour
- Campagne de Birmanie
- Opération Kita
- Indochine (1945)
- Détroit de Malacca
- Opération Jurist
- Opération Tiderace
- Opération Zipper
- Bombardements stratégiques (1944-45)

Guerre sino-japonaise
Front d'Europe de l’Ouest
Front d'Europe de l’Est
Bataille de l'Atlantique
Campagnes d'Afrique, du Moyen-Orient et de Méditerranée
Théâtre américain
La campagne des îles Mariannes et Palaos (opération Forager et opération Stalemate II) est une opération de la guerre du Pacifique pendant la Seconde Guerre mondiale qui avait pour objectifs, d'une part de prendre des bases pour les nouvelles superforteresses B-29 dont l'autonomie de 9 000 km désignait les Mariannes comme une base idéale pour bombarder Tokyo à quelque 2 400 km, d'autre part d'ouvrir une voie nord vers les Philippines.
L'opération qui s'est déroulée de juin à novembre 1944 a compris :
Opération Forager (Mariannes) :
- la bataille de Saipan
- la bataille de la mer des Philippines
- la bataille de Guam
- la bataille de Tinian

Opération Stalemate II (Palaos) :
- la bataille de Peleliu
- la bataille d'Angaur

## Mise en place de l'opération

### Conférence de Casablanca
La conférence alliée de Casablanca en janvier 1943 avait un certain nombre de points importants à examiner. L'un de ceux-ci était la décision à prendre au sujet de la stratégie à aborder pour aboutir à la défaite du japon. Le choix à faire était entre la stratégie « Philippines » défendue par le général Douglas MacArthur, commandant de la zone Pacifique sud-ouest et une stratégie déclinée du vieux Plan Orange, une campagne dans le Pacifique central où des bases insulaires seraient sécurisées avant de véritablement s'attaquer aux Philippines. Cette dernière stratégie, qui impliquait une route qui suivrait les îles Gilbert, les îles Marshall et les Mariannes était défendue par l'amiral Ernest J. King, commandant en chef de la Marine des États-Unis et chef des opérations navales, qui estimait que la prise des Mariannes permettrait de couper les lignes d'approvisionnement japonaises de Truk et de Rabaul.
L'amiral King avait un avantage certain sur MacArthur : il faisait partie de l'état-major interarmes (« Joint Chiefs of Staff » ou JCS), la plus haute autorité pour la fixation de la stratégie des États-Unis. De plus, ses plans présentaient un avantage supplémentaire puisqu'ils lui permettaient d'offrir un cadeau à son collègue de l'armée de l'air du JCS, le général Henry H. Arnold, chef d'état-major de l'armée de l'air des États-Unis : la superforteresse B-29 dont l'autonomie de 9 000 km désignait les Mariannes comme une base idéale pour bombarder Tokyo à quelque 2 400 km.
Même si les membres de la Flotte du Pacifique étaient opposés au plan de King (ils avaient d'ailleurs confirmé lors de conférences avec MacArthur leur préférence de la route sud), ce plan fut accepté grâce à l'appui du général Arnold qui fut décisif. Cependant l'attaque par le sud eut également lieu, sous la conduite de l'amiral Nimitz.

### Conférence de Québec
Lors de la conférence de Québec en août 1943, le CCS approuva les opérations futures contre les îles Gilbert et les îles Marshall (ce qui allait devenir l'opération Flintlock), mais mentionna seulement les Mariannes comme objectif possible lorsque les américains seraient arrivés à bonne distance de frappe.
L'amiral Nimitz, qui travaillait sur plusieurs plans alternatifs pour le Pacifique Centre, nota cependant que les Mariannes pouvaient être un objectif alternatif aux îles Carolines. En fait, les forces américaines pouvaient soit se diriger vers les Philippines en passant par les Carolines et Palaos, soit frapper directement au cœur de l'Empire après avoir capturé les Mariannes et les Bonin. Les accords intervenus à Québec semblèrent donc dans un premier temps défavorables à MacArthur, puisque la décision y fut prise de ne pas attaquer Rabaul mais de la contourner. En définitive pourtant, ce changement de plan permit au bouillant général d'accélérer sa propre avance vers les Philippines.

### Conférence du Caire
Enfin, lors de la conférence du Caire de novembre 1943, l'usage possible des B-29 à partir de bases sécurisées dans les Mariannes devint un élément clé dans la prise de décision, et les chefs d'états-majors combinés (Combined Chiefs of Staff ou CCS), l'organe militaire suprême des Alliés, admit les Mariannes comme objectif possible pour 1944, avec octobre comme date éventuelle d'une opération.

### Progrès rapides dans le Pacifique Centre
Entre-temps, dans le cadre de l'opération Galvanic, le Corps des Marines débarquait en novembre 1943 à Tarawa dans les îles Gilbert dans le cadre d'une opération tendant à couvrir les flancs de MacArthur. Galvanic permettait à l'armée de l'air des États-Unis d'ouvrir des aéroports qui permettraient de poursuivre les opérations suivantes.
L'opération suivante, Flintlock, visait les îles Marshall, mais sur la base des nouvelles consignes du CCS, l'amiral Nimitz concevait de nouveaux plans qui incluaient des opérations dans le centre du Pacifique. Les îles Palaos et les Mariannes faisaient à présent partie des objectifs. L'opération Flintlock fut donc modifiée pour tenir compte de ceux-ci.
Lorsque les forces américaines s'attaquèrent aux îles Marshall, en février 1944, elles y remportèrent des victoires relativement faciles. Pendant ce temps, à Pearl Harbor, Nimitz envisageait deux plans distincts. La route à suivre semblait claire : d'abord Truk et Palaos, dans les Carolines, ensuite les Mariannes. Une alternative envisagée, qui était de contourner Truk, fixait l'invasion des Mariannes au 15 juin 1944.
La Flotte du Pacifique n'était toujours pas enthousiaste à l'idée de ce plan. Elle ne croyait pas aux Mariannes en tant qu'objectif du fait de l'absence de port dans ces îles et du coût élevé en vies que leur prise entraînerait. L'amiral King cependant confirma ses ordres à Nimitz : la décision du JCS était de prendre les Mariannes et c'était là le plan que Nimitz devait exécuter.

### La mise en place du plan
Mi-février 1944, les raids aériens sur Truk dans le cadre de l'opération Hailstone montrèrent que la base japonaise avait été abandonnée par la Flotte Combinée japonaise. L'opération Hailstone ayant détruit Truk en tant que base possible pour la Flotte japonaise, les îles pouvaient donc être contournées, et les ordres de Nimitz devinrent clairs : Truk n'était plus un objectif, et les Mariannes devraient être attaquées le 15 juin 1944. L'opération porterait le nom de Forager.

## Les acteurs

### Forces américaines

#### OpérationForager

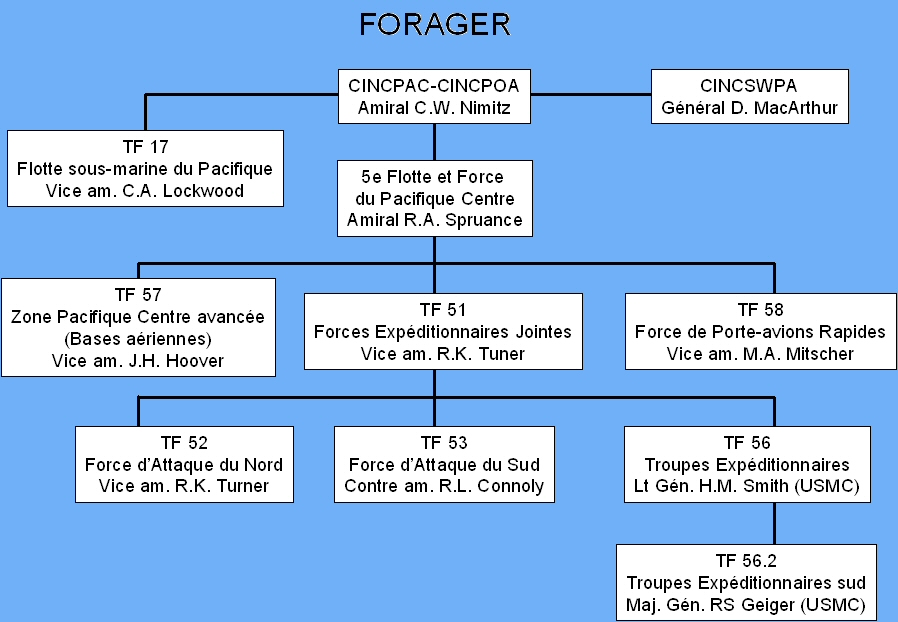
Organisation de l'.

L'amiral Raymond Spruance, l'artisan de la victoire de Midway, fut désigné comme commandant en chef de la 5e flotte et de toutes les forces du Pacifique Central et serait donc le commandant de toutes les unités impliquées dans Forager.
La 5e flotte, constituée d'environ 800 bâtiments, transporterait 80 000 Marines et 50 000 soldats jusqu'aux plages de débarquement.
La Task Force 58 (TF 58) commandée par l'amiral Marc Mitscher, une force puissante de notamment 12 porte-avions transportant plus de 800 avions, accompagnés par 8 cuirassés et 80 autres bâtiment de guerre, était chargée de la protection des forces expéditionnaires. La TF 58 devait notamment s'opposer à la force mobile japonaise si celle-ci s'aventurait à venir renforcer les garnisons des Mariannes.
Le vice amiral Richmond K. Turner, qui avait commandé les forces navales lors du débarquement de Guadalcanal et de Tarawa, prit la tête des Forces Expéditionnaires Jointes (Task Force 51 ou TF 51).
La Task Force 51 était constituée de la Task Force 52 (TF 52), la force d'attaque du Nord chargée de l'invasion de Saipan et de Tinian et de la Task Force 53 (TF 53), la force d'attaque du Sud chargée de Guam.
Outre la TF 51 dans son ensemble, Turner commanderait aussi directement la TF 52, tandis que l'amiral Connoly, qui avait commandé les forces d'invasion à Roi et Namur dans les îles Marshall commanderait la TF 53.
Les troupes expéditionnaires, dirigées le général de Marine Holland M. Smith, étaient constituées de trois divisions de marines (1er, 2e et 3e), une Brigade de Marines renforcée (1st Provisional Marine Brigade) et deux divisions d'infanterie (27e et 77e). Elles étaient organisées en force d'invasion du Nord (Saipan et Tinian) avec le V Amphibious Corps directement dirigée par Smith tandis que la force d'invasion du Sud (Guam) avec le III Amphibious Corps serait dirigée par le général Roy Geiger, un aviateur qui avait conduit les opérations à Bougainville.

#### OpérationStalemate II
| Désignation                     | Commandant                        | Effectifs                                    |
| ------------------------------- | --------------------------------- | -------------------------------------------- |
| Flotte du Pacifique             | amiral Chester Nimitz             |                                              |
| 3e Flotte                       | amiral William F. Halsey          |                                              |
| TF 31 Joint Expeditionary Force | vice-amiral Theodore S. Wilkinson |                                              |
| TF 32 Western Attack Force      | Contre amiral Fort                |                                              |
| TF 32.1 Peliliu Attack Group    | Commodore Loud                    |                                              |
| TF 32.2 Angaur Attack Group     | Contre amiral Blandy              |                                              |
| TF 36 Expeditionary Troops      | Général Holland Smith             | Troupes débarquées                           |
| TF 36.1 Western Landing Group   | Général Roy Geiger                | III Amphibious Corps, commandement au combat |
| TF 36.1.1 Peliliu Landing Force | Général Rupertus                  | 1re division des Marines                     |
| TF 36.1.2 Angaur Landing Force  | Général Mueller                   | 81e division d'infanterie                    |

### Forces japonaises
Les Mariannes constituaient un objectif difficile : les îles étaient des forteresses défendues par environ 60 000 soldats japonais, la moitié basés à Saipan et se trouvaient à 1 600 km de la base américaine la plus proche. Cette opération constituait donc un défi pour la Marine américaine dont toutes les capacités logistiques durent être utilisées pour mettre en place ce qui allait être la plus vaste opération amphibie jamais montée dans le Pacifique.
En outre, les Japonais s'attendaient à une opération dans le Centre du Pacifique. La flotte mobile japonaise attendait, ancrée à Singapour, que la Flotte américaine fasse mouvement.

## Victoire américaine
Les batailles de l'opération débouchèrent sur un succès total, qui aboutit à la libération des îles Mariannes. La contre-attaque japonaise fut repoussée dans la mer des Philippines.